# Billy és Buddy
A Billy és Buddy (eredeti cím: Boule et Bill vagy Billy and Buddy) francia–kanadai televíziós 2D-s számítógépes animációs sorozat, amelyet Francis Nielsen rendezett. Az alkotója Jean Roba volt. Franciaországban a TF1 vetítette, Kanadában a Télétoon sugározta, Magyarországon a Minimax adta.

## Ismertető
A főhős, Billy és a kutyája Buddy. Van két szó, amivel a legjobban jellemezhető Billy és a kutyája. Ez a két szó a tréfa és a csínytevés. Van három jellem amivel, jellemezhető a barátságuk is. Ez a három jellem, hogy összetartó, szilárd és szívet melengető. Billy és kutyája tele van rengeteg energiával és azt előre nem lehet sohase tudni, hogy mi is lesz számukra a legújabb kaland. Aki kíváncsi rá, megtudja ha velük tart.

## Szereplők
- Boule
- Bill
- Boule's mother
- Boule's father
- Madame Stick
- Gérard
- Monsieur Coupon-Dubois
- Pouf
- Hildegarde
- Boule's teacher

## Magyar hangok
- Bogdán Gergő – Boule
- Kapácsy Miklós – Bill
- Berkes Bence – ?
- Penke Bence – ?
- Penke Soma – ?
- Boldog Gábor – ?
- Élő Balázs – ?
- Várkonyi Andrea – ?
- Grúber Zita – ?
- Renácz Zoltán – ?
- Kisfalusi Lehel – ?
- Szokol Péter – ?
- Maday Gábor – ?
- Götz Anna – ?
- Joó Gábor – ?
- Dobi Erika – ?
- Orosz Helga – ?
- Solecki Janka – ?
- Papucsek Vilmos – ?
- Vadász Bea – ?
- Szórádi Erika – ?
- Kertész Péter – ?

## Epizódok
1. A diéta (The Diet)
2. Az a fránya csuklás (Kicking the Hiccups)
3. Caroline eltűnik (Caroline has Disappeared)
4. Tolvaj a házban (Nighty Night)
5. Billy szerepe (To Bill or not to Bill)
6. Mobilőrület (Phoney talk)
7. Billy a hős (Szuper-Bill)
8. A filmforgatás (Screen-Test)
9. Kutyaélet (A dog's Life)
10. Az elkóborolt kiskutya (Pup Tense)
11. A titkos randi (The Secret Meeting)
12. Szelleműzés (Aghast at the ghost)
13. Plum ajándéka (Plum's Gift)
14. Szülinapi buli (Birthday Ball)
15. Buddy a kezdősztár (The Budding Star)
16. Macska a házban (Cat in the House)
17. A kutyaszépségverseny (In Dog we Trust)
18. Kaland a múzeumban (Bone to be Free)
19. Fegyverszünet (Class Act)
20. A tamagocsi (Game Over)
21. Az ajándékcipő (Shoe-in)
22. Lilly a kutyacsősz (Dog Day Afternoon)
23. Buddy pánikba esik (Dog Collared)
24. Macskacsapda (Cat Trap)
25. Buddy büntetése (Stick and Stones)
26. A zenemester (The Rolling Tones)
27. Kalandos focimeccs (Foul Ball)
28. Az ész szakértő (Dog Food for Thought)
29. A krokodil tojás (Crocodile Fears)
30. Hógolyócsata (It's Snow or Never)
31. A porond művészei (Under the big Thse)
32. Buddy megbetegszik (Under the Weather)
33. Az egyezség (Order, Order)
34. A talált macska (Cat Ostrophic Ronours)
35. Egy elképesztő műhely (The Enchaunted Workshop)
36. Űrbéli látogatók (Space: The Final Digguishe)
37. Billy dzsúdózni tanul (Making a Racket)
38. Halloween buli (Black Magic)
39. Kincsvadászat (The Treasure Hunt)
40. Caroline rapülni tanul (Flying Turtle Overhead)
41. Nyári tábor (The Recreation Centre)
42. Buddy büntetése (Bark to Basics)
43. Honvágy (Homesick)
44. A maraton (Run, Plum, Run)
45. A hústolvaj (Meat and Greet)
46. Kertszépségverseny (No Lones About It)
47. Hőhullám (Heatwave)
48. A hősök (Zero Heroes)
49. Buddy a szuper intelligens kutya (Swart Dogs and new Trick)
50. Kutyabetegség (Sick as a Does)
51. Őrült verseny (Dog-gone Race)
52. Játékpárbaj (Fris Buddy)